# فهرست وابسته‌های دیپلماتیک ایسلند

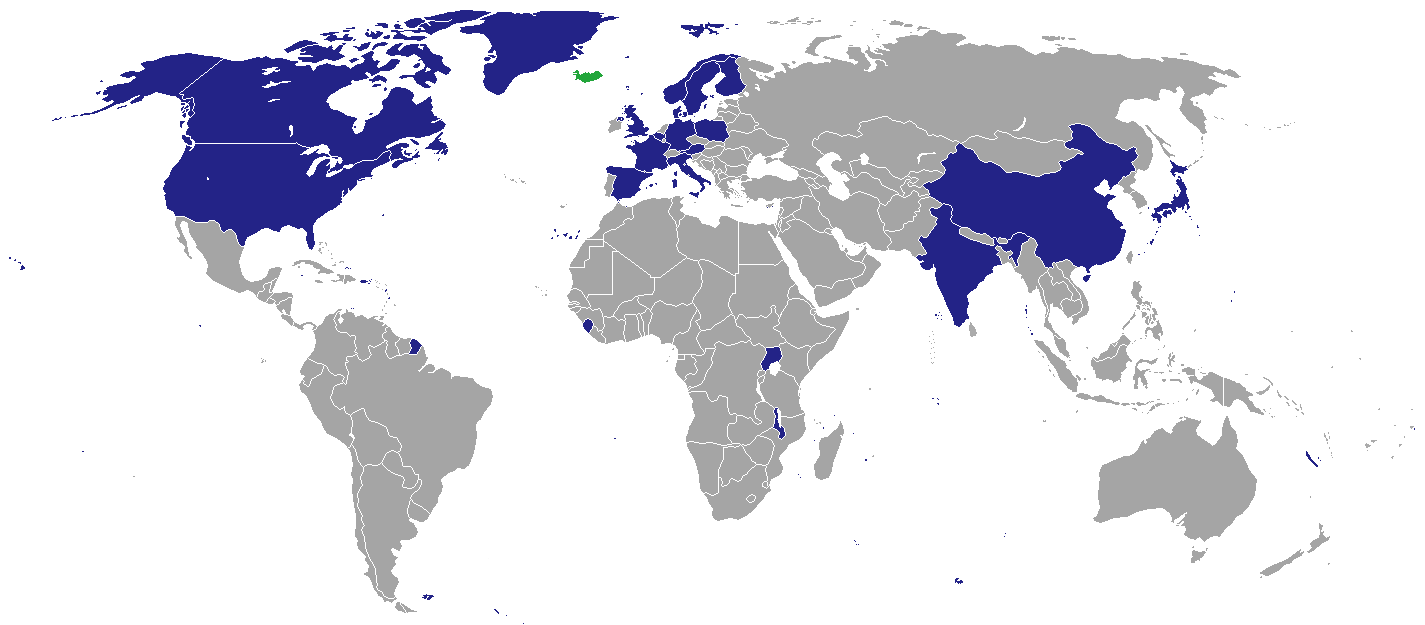
وابسته‌های دیپلماتیک ایسلند

این مقاله شامل فهرست وابسته‌های دیپلماتیک ایسلند است. در کشورهایی که وابسته‌های دیپلماتیک ایسلند حضور ندارند، شهروندان ایسلندی می‌توانند طبق پیمان هلسینکی خدمات خارجی هر یک از کشورهای شمال اروپا را از مقامات دولتی بخواهند.

## وابسته‌های کنونی

### آفریقا
| کشور میزبان | شهر میزبان | وابسته | آکرودیته                                                                                         | ارجاع |
| ----------- | ---------- | ------ | ------------------------------------------------------------------------------------------------ | ----- |
| مالاوی      | لیلونگوه   | سفارت  |                                                                                                  | [ ۳ ] |
| اوگاندا     | کامپالا    | سفارت  | کشورها: - اتیوپی - کنیا سازمان‌های بین‌المللی: - اتحادیه آفریقا - برنامه محیط زیست سازمان ملل متحد | [ ۳ ] |

### آمریکا
| کشور میزبان         | شهر میزبان       | وابسته     | آکرودیته                                                                            | ارجاع       |
| ------------------- | ---------------- | ---------- | ----------------------------------------------------------------------------------- | ----------- |
| کانادا              | اتاوا            | سفارت      | کشورها: - بولیوی - کلمبیا - کاستاریکا - هندوراس - پاناما - ونزوئلا                  | [ ۳ ]       |
| کانادا              | وینیپگ           | سرکنسول‌گری | کشورها: - بولیوی - کلمبیا - کاستاریکا - هندوراس - پاناما - ونزوئلا                  | [ ۳ ]       |
| ایالات متحده آمریکا | واشینگتن، دی.سی. | سفارت      | کشورها: - مکزیک - پاراگوئه - اروگوئه سازمان‌های بین‌المللی: - سازمان کشورهای آمریکایی | [ ۳ ] [ ۴ ] |
| ایالات متحده آمریکا | نیویورک          | سرکنسول‌گری | کشورها: - مکزیک - پاراگوئه - اروگوئه سازمان‌های بین‌المللی: - سازمان کشورهای آمریکایی | [ ۳ ]       |

### آسیا
| کشور میزبان | شهر میزبان | وابسته | آکرودیته                                                                      | ارجاع |
| ----------- | ---------- | ------ | ----------------------------------------------------------------------------- | ----- |
| چین         | پکن        | سفارت  | کشورها: - کامبوج - لائوس - مغولستان - کره شمالی - کره جنوبی - تایلند - ویتنام | [ ۳ ] |
| هند         | دهلی نو    | سفارت  | کشورها: - بنگلادش - نپال - سری‌لانکا                                           | [ ۳ ] |
| ژاپن        | توکیو      | سفارت  | کشورها: - برونئی - اندونزی - فیلیپین - تیمور شرقی                             | [ ۳ ] |

### اروپا
| کشور میزبان | شهر میزبان             | وابسته     | آکرودیته | ارجاع |
| ----------- | ---------------------- | ---------- | --- | ----- |
| بلژیک       | بروکسل                 | سفارت      | کشورها: - لوکزامبورگ - هلند - سان مارینو سازمان‌های بین‌المللی: - اتحادیه اروپا                                                | [ ۳ ] |
| دانمارک     | کپنهاگ                 | سفارت      | کشورها: - بلغارستان - رومانی - ترکیه                                                                                         | [ ۳ ] |
| دانمارک     | نوک (گرینلند), گرینلند | سرکنسول‌گری | کشورها: - بلغارستان - رومانی - ترکیه                                                                                         | [ ۳ ] |
| دانمارک     | توشهاون، جزایر فارو    | سرکنسول‌گری | کشورها: - بلغارستان - رومانی - ترکیه                                                                                         | [ ۳ ] |
| فنلاند      | هلسینکی                | سفارت      | کشورها: - استونی - لتونی - لیتوانی - اوکراین                                                                                 | [ ۳ ] |
| فرانسه      | پاریس                  | سفارت      | کشورها: - الجزایر - آندورا - ایتالیا - لبنان - موناکو - مراکش - پرتغال - اسپانیا - تونس سازمان‌های بین‌المللی: - OECD - یونسکو | [ ۳ ] |
| آلمان       | برلین                  | سفارت      | کشورها: - کرواسی - مونته‌نگرو - لهستان - صربستان                                                                              | [ ۳ ] |
| نروژ        | اسلو                   | سفارت      | کشورها: - مصر - یونان - ایران - پاکستان                                                                                      | [ ۳ ] |
| روسیه       | مسکو                   | سفارت      | کشورها: - ارمنستان - جمهوری آذربایجان - بلاروس - قزاقستان - قرقیزستان - مولدووا - تاجیکستان - ترکمنستان - ازبکستان           | [ ۳ ] |
| سوئد        | استکهلم                | سفارت      | کشورها: - آلبانی - کویت | [ ۳ ] |
| بریتانیا    | لندن                   | سفارت      | کشورها: - جمهوری ایرلند - اردن - مالت - قطر سازمان‌های بین‌المللی: - سازمان بین‌المللی دریانوردی                                | [ ۳ ] |

### سازمان‌های چندجانبه
| سازمان          | شهر میزبان | کشور میزبان         | وابسته        | آکرودیته | ارجاع |
| --------------- | ---------- | ------------------- | ------------- | --- | ----- |
| شورای اروپا     | استراسبورگ | فرانسه              | نمایندگی دائم | | [ ۳ ] |
| فائو            | رم         | ایتالیا             | نمایندگی دائم | سازمان‌های بین‌المللی: - صندوق بین‌المللی توسعه کشاورزی - برنامه جهانی غذا | [ ۳ ] |
| ناتو            | بروکسل     | بلژیک               | نمایندگی دائم | | [ ۳ ] |
| سازمان ملل متحد | نیویورک    | ایالات متحده آمریکا | نمایندگی دائم | کشورها: - آنتیگوآ و باربودا - باهاما - باربادوس - بلیز - کوبا - دومینیکا - جمهوری دومینیکن - گرنادا - گویان - هائیتی - جامائیکا - سنت کیتس و نویس - سنت لوسیا - سنت وینسنت و گرنادین‌ها - سورینام - ترینیداد و توباگو | [ ۳ ] |
| سازمان ملل متحد | ژنو        | سوئیس               | نمایندگی دائم | کشورها: - لیختن‌اشتاین - سوئیس سازمان‌های بین‌المللی: - انجمن تجارت آزاد اروپا - سازمان بین‌المللی کار - سازمان جهانی بهداشت - سازمان جهانی هواشناسی - سازمان تجارت جهانی                                                | [ ۳ ] |
| سازمان ملل متحد | وین        | اتریش               | نمایندگی دائم | سازمان‌های بین‌المللی: - Comprehensive Nuclear-Test-Ban Treaty Organization - آژانس بین‌المللی انرژی اتمی - سازمان امنیت و همکاری اروپا - UNODC                                                                         | [ ۳ ] |

## نگارخانه

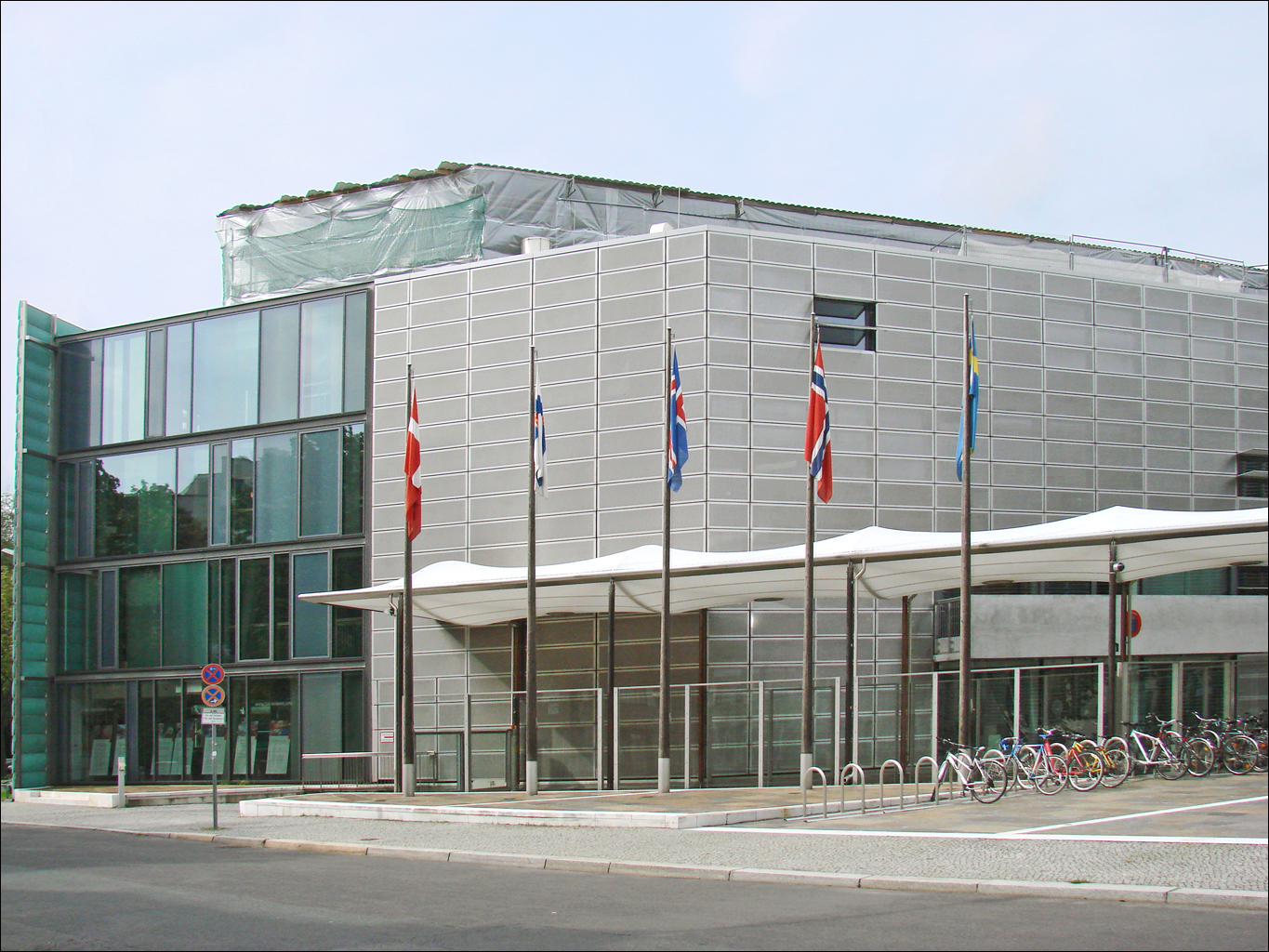
سفارت‌خانهٔ ایسلند در برلین
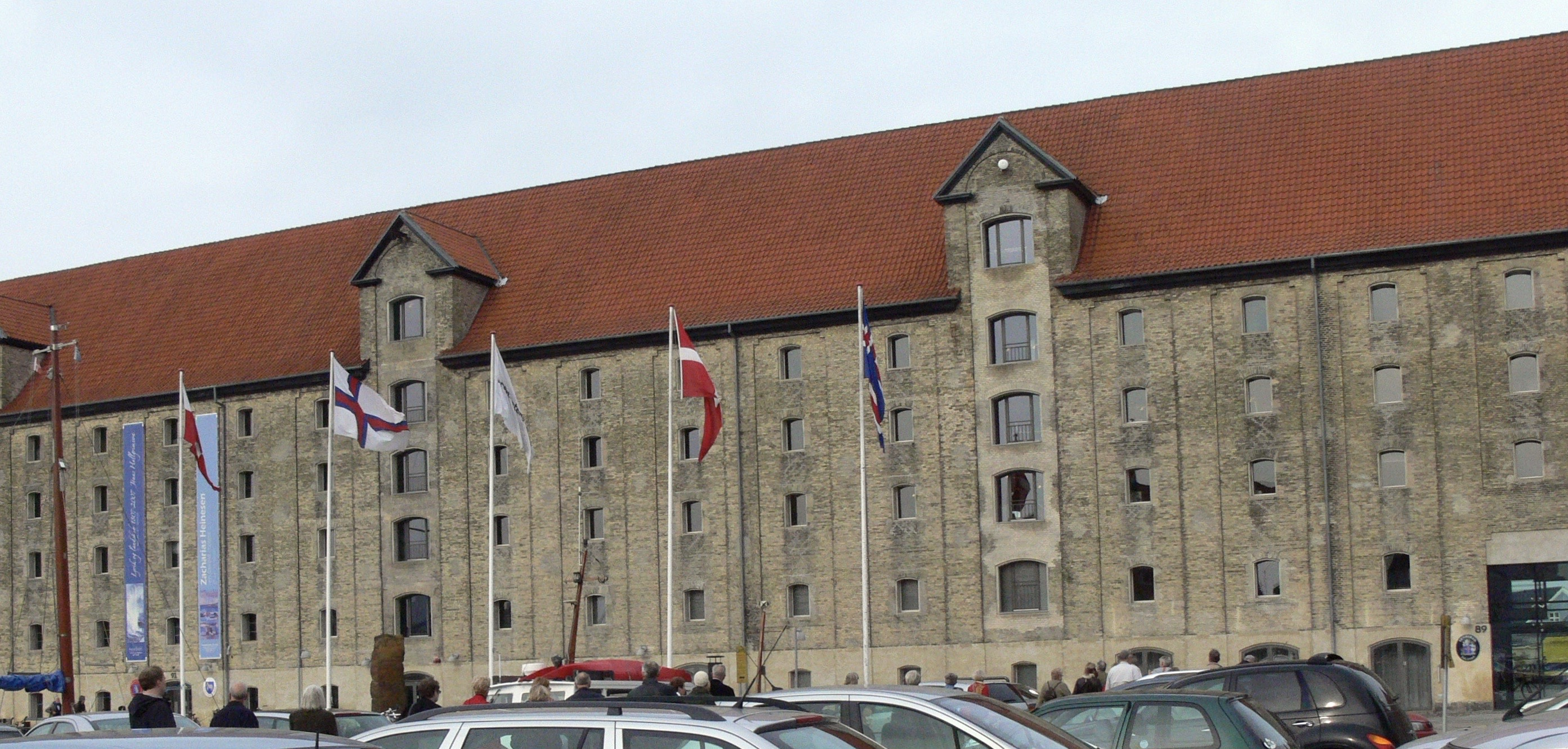
سفارت‌خانهٔ ایسلند در کپنهاگ
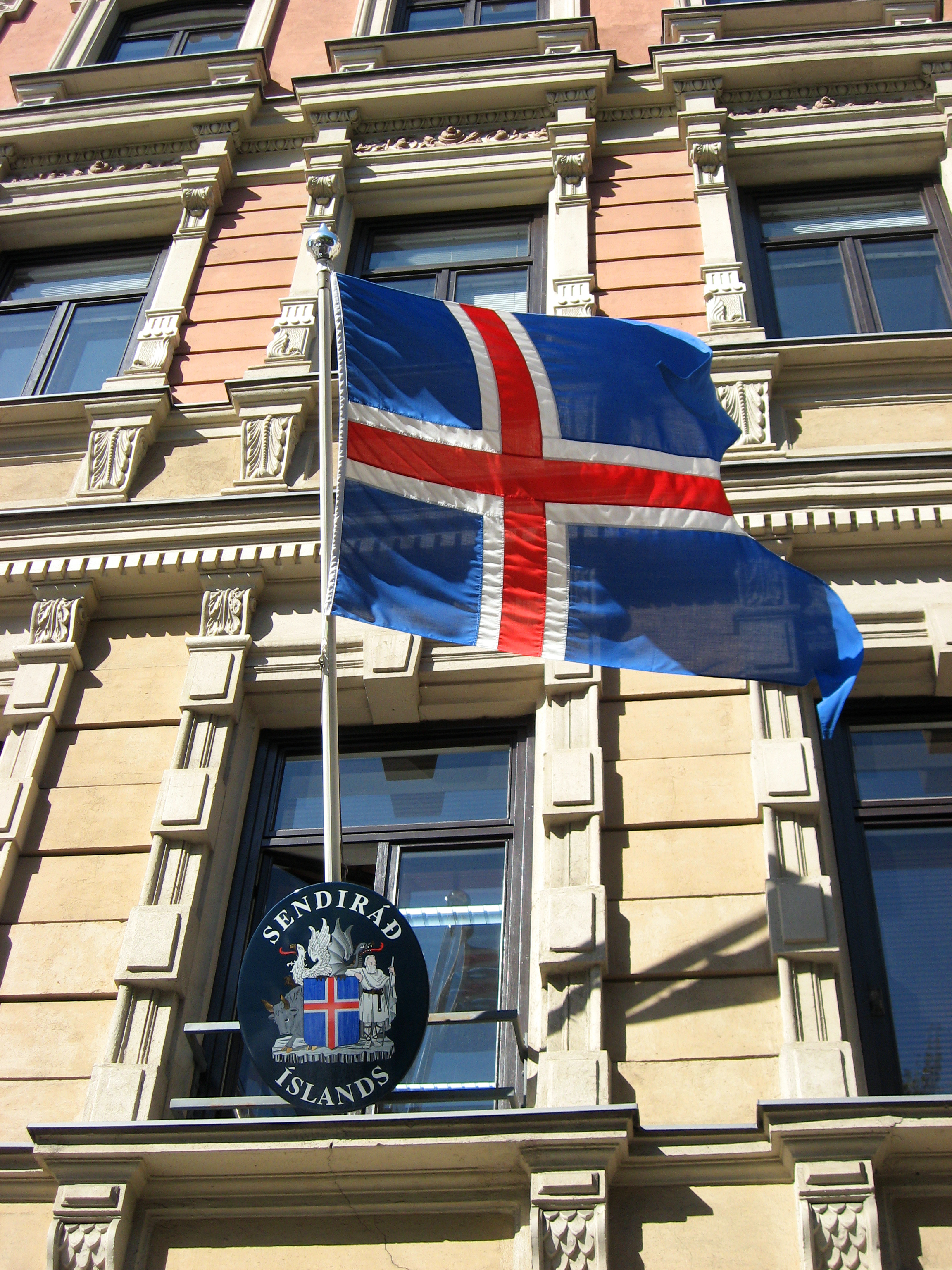
سفارت‌خانهٔ ایسلند در هلسینکی
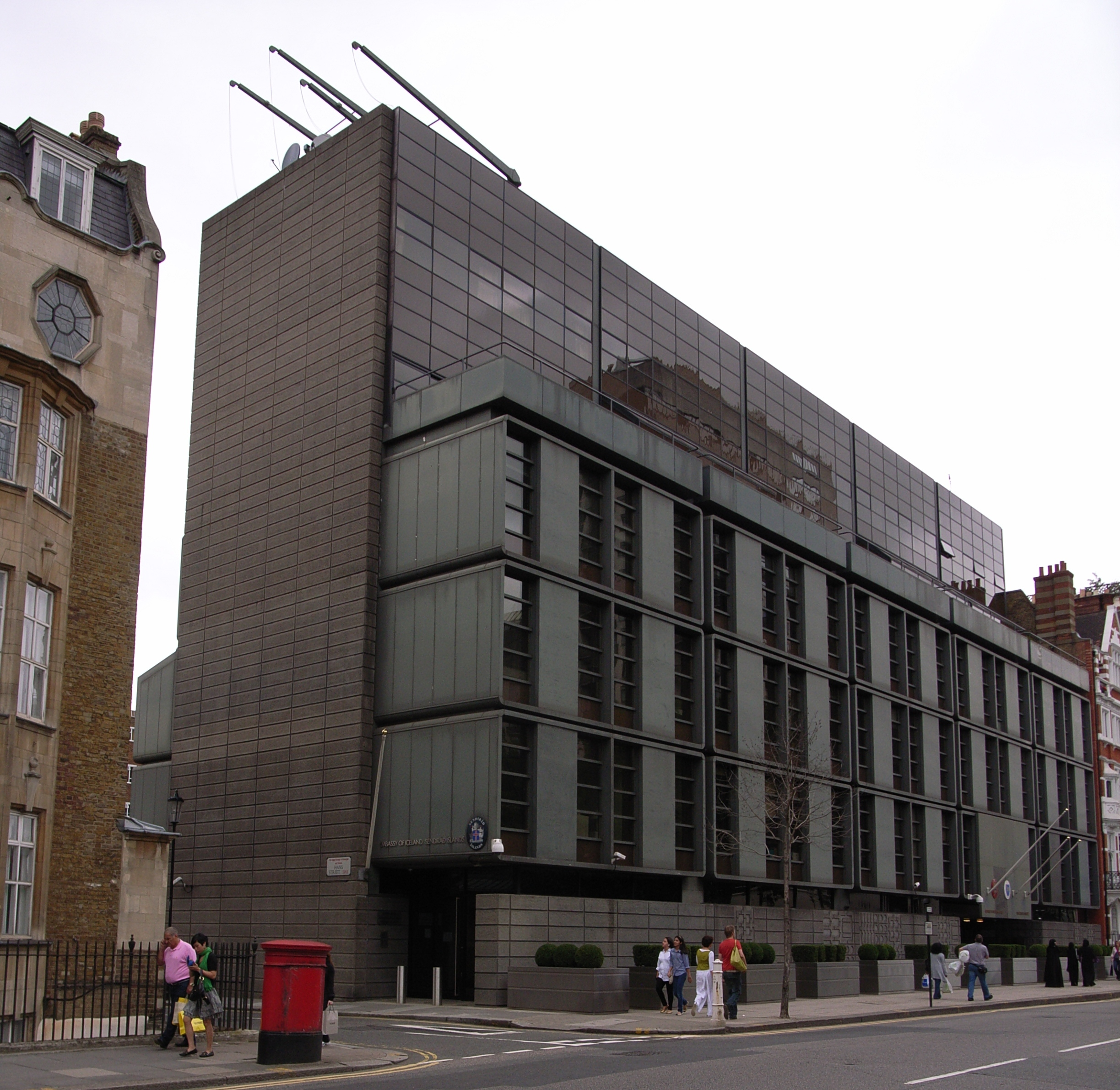
سفارت‌خانهٔ ایسلند در لندن
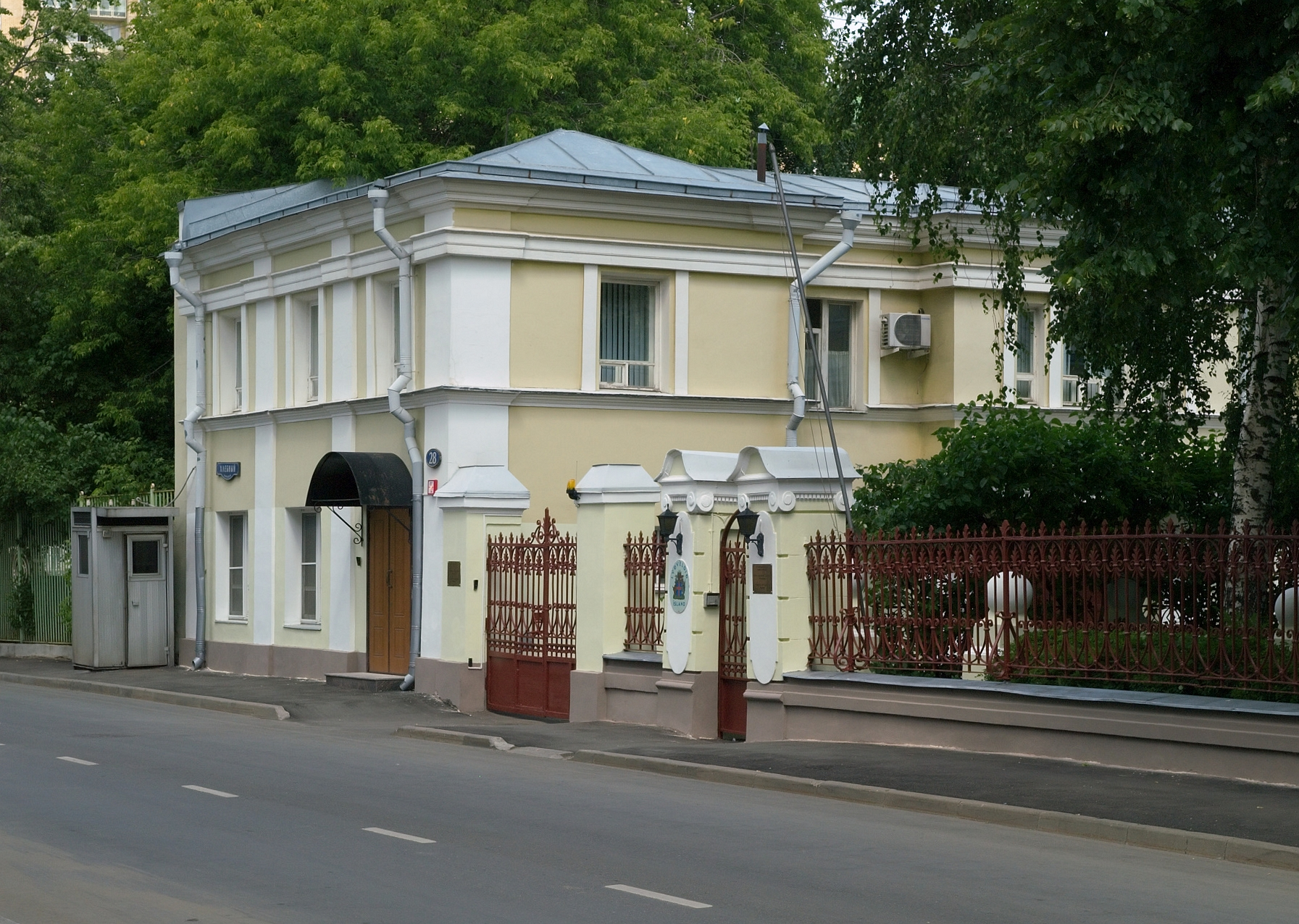
سفارت‌خانهٔ ایسلند در مسکو
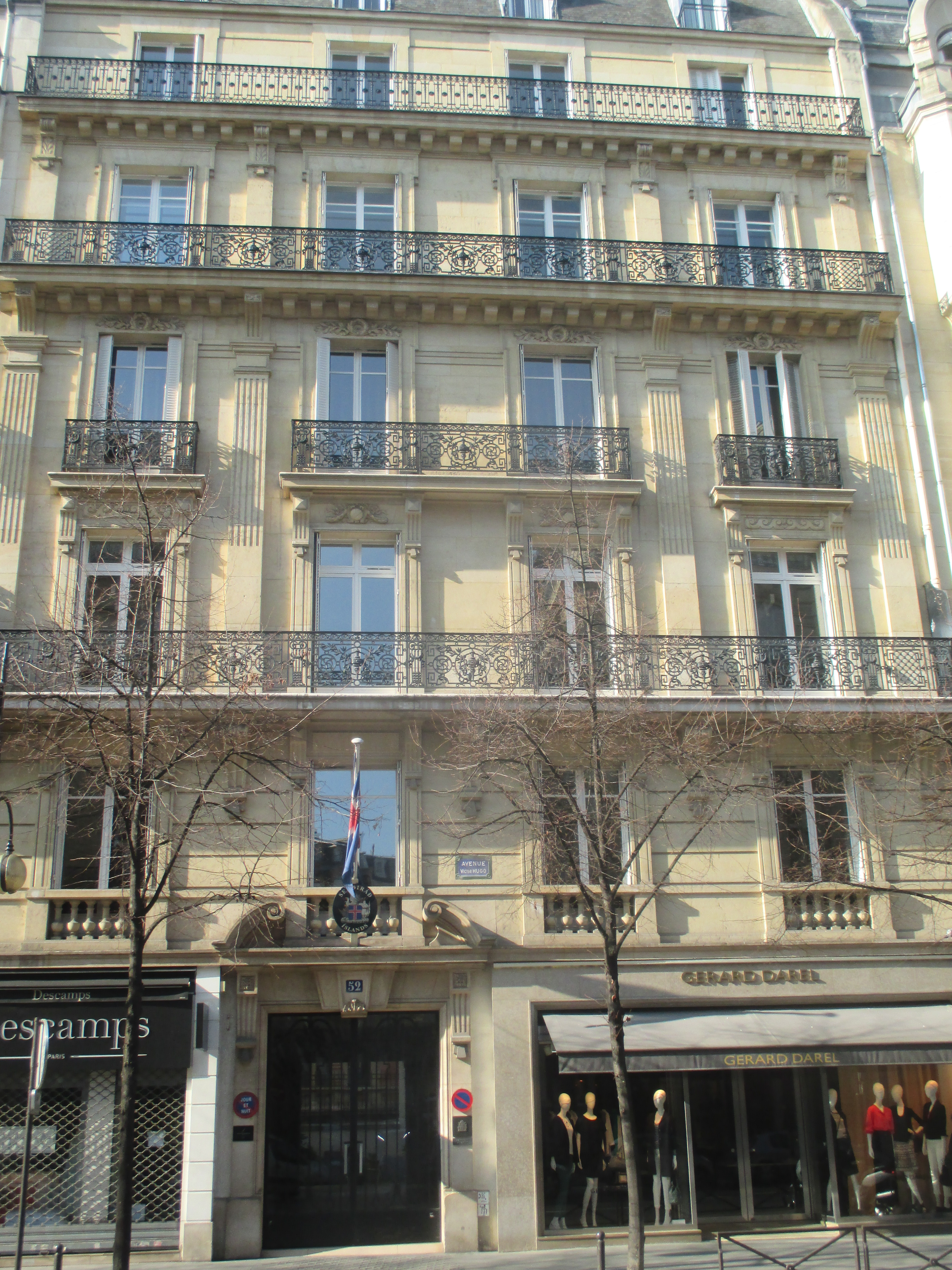
سفارت‌خانهٔ ایسلند در پاریس
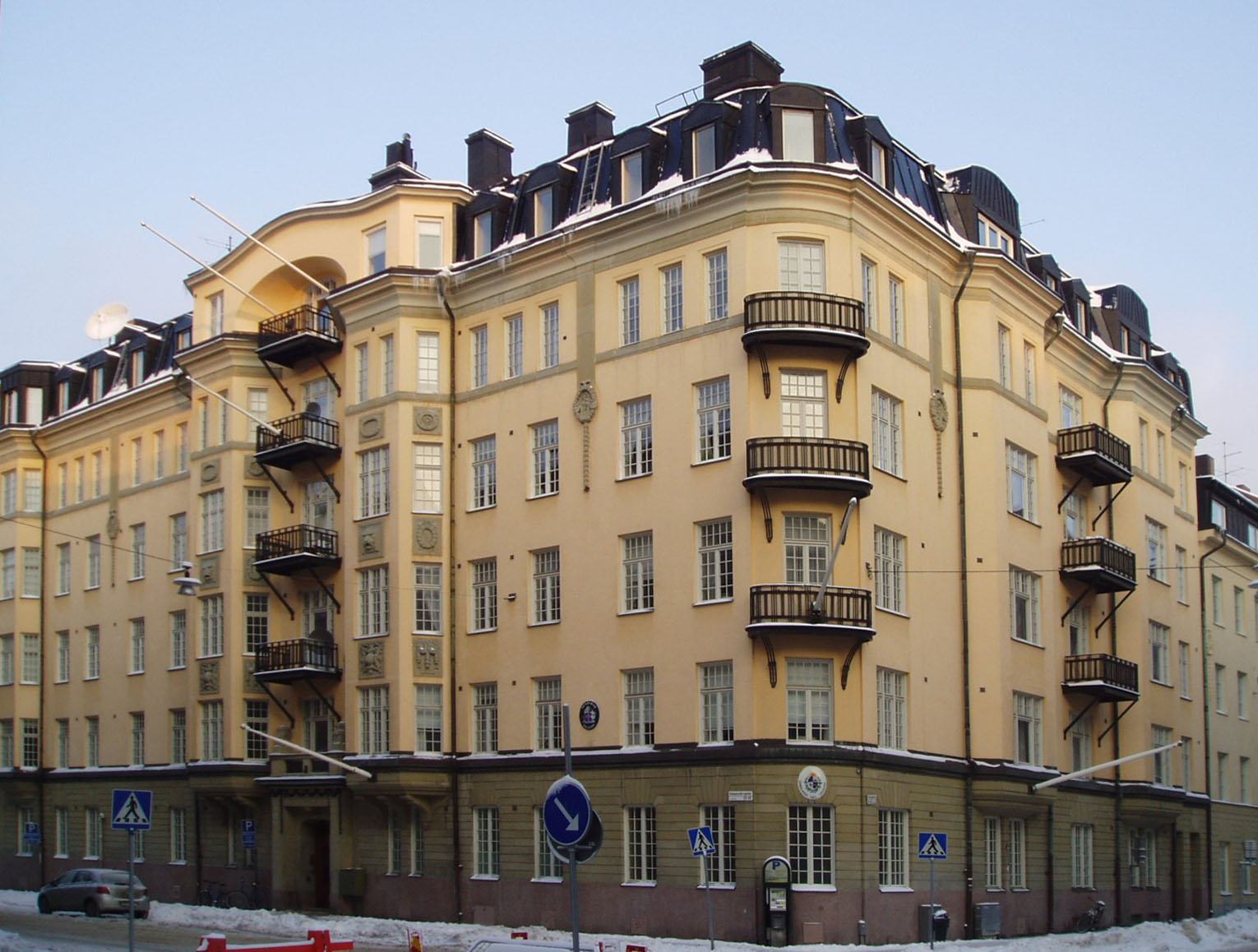
سفارت‌خانهٔ ایسلند در استکهلم
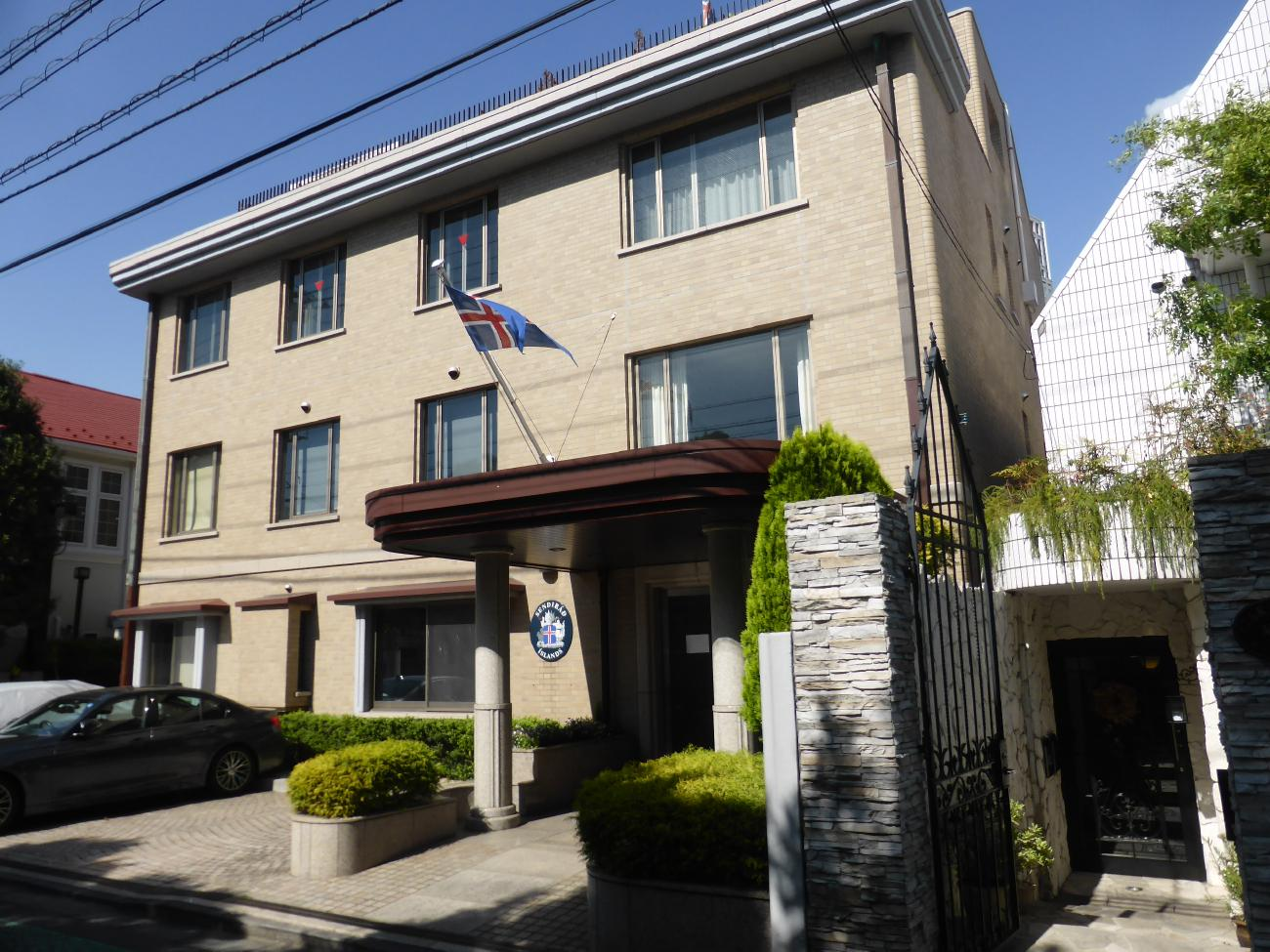
سفارت‌خانهٔ ایسلند در توکیو
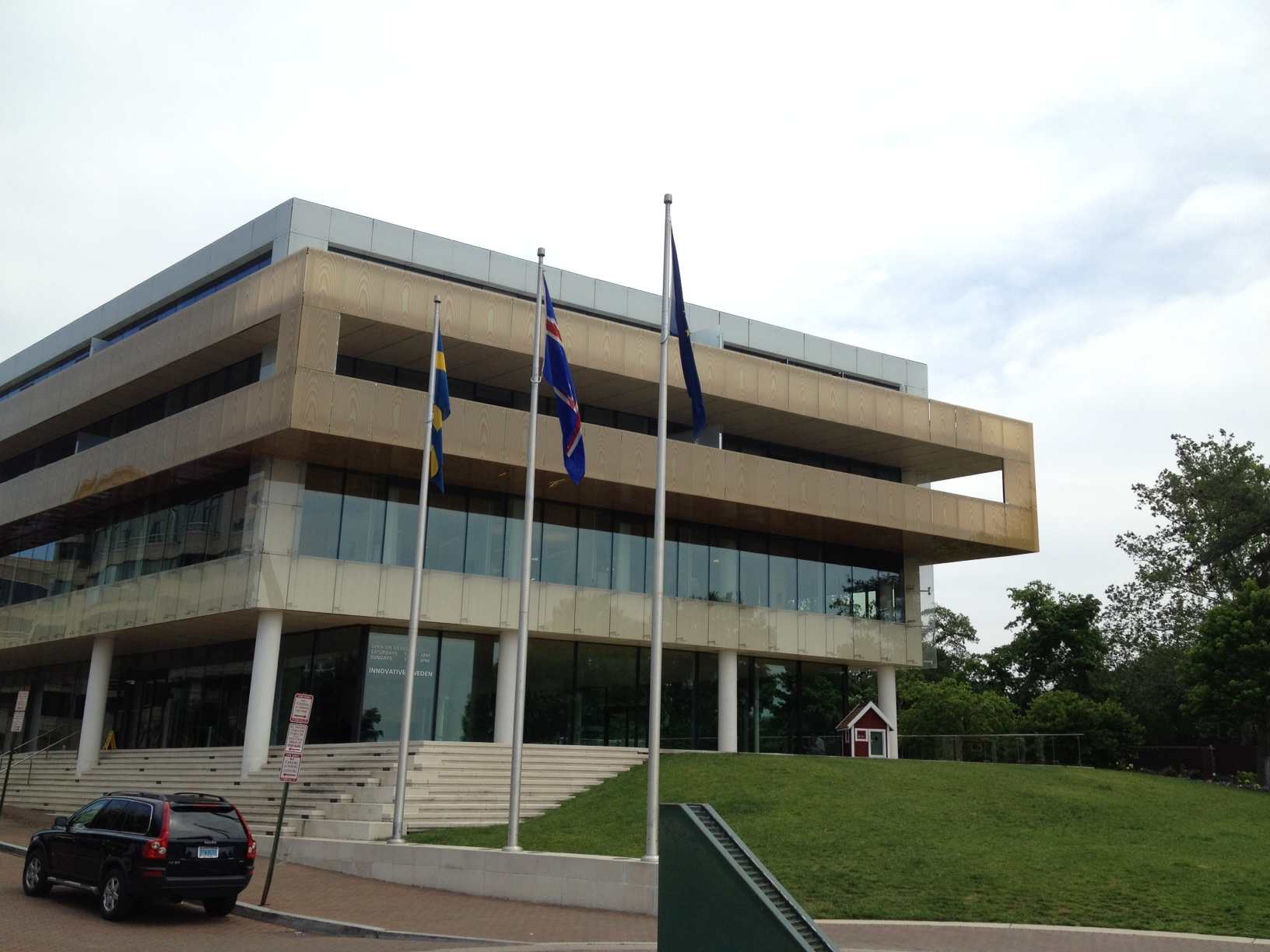
سفارت‌خانهٔ ایسلند در واشینگتن، دی.سی.

## وابسته‌های تعطیل‌شده

### آفریقا
| کشور میزبان   | شهر میزبان | وابسته | سال تعطیلی | ارجاع |
| ------------- | ---------- | ------ | ---------- | ----- |
| موزامبیک      | ماپوتو     | سفارت  | ۲۰۰۹       | [ ۵ ] |
| نامیبیا       | ویندهوک    | سفارت  | ۲۰۱۸       | [ ۶ ] |
| آفریقای جنوبی | پرتوریا    | سفارت  | ۲۰۰۹       | [ ۷ ] |

### آمریکا
| کشور میزبان | شهر میزبان | وابسته | سال تعطیلی | ارجاع |
| ----------- | ---------- | ------ | ---------- | ----- |
| نیکاراگوئه  | ماناگوئه   | سفارت  | ۲۰۰۹       | [ ۸ ] |

### آسیا
| کشور میزبان | شهر میزبان | وابسته     | سال تعطیلی | ارجاع        |
| ----------- | ---------- | ---------- | ---------- | ------------ |
| چین         | شانگهای    | سرکنسول‌گری | نامشخص     | [ ۹ ] [ ۱۰ ] |

### اروپا
| کشور میزبان | شهر میزبان | وابسته | سال تعطیلی | ارجاع  |
| ----------- | ---------- | ------ | ---------- | ------ |
| اتریش       | وین        | سفارت  | ۲۰۱۸       | [ ۶ ]  |
| ایتالیا     | رم         | سفارت  | ۲۰۰۹       | [ ۱۱ ] |